# Myodermum nigrum
Myodermum nigrum är en skalbaggsart som beskrevs av Gilbert John Arrow 1901. Myodermum nigrum ingår i släktet Myodermum och familjen Cetoniidae. Inga underarter finns listade i Catalogue of Life.